# RXK Nephew
 (avril 2025).
RXK Nephew, de son vrai nom Kristopher Williams, est un rappeur américain né à Rochester dans l'État de New York. Il est connu pour sa productivité exceptionnelle, ainsi que pour son style brut et spontané qui aborde des sujets variés allant du quotidien des quartiers défavorisés aux théories du complot.

## Biographie

### Jeunesse
Kristopher Williams naît à Rochester, dans l'État de New York, alors que sa mère n'est âgée que de 17 ans. Il est élevé par sa grand-mère qui lui transmet sa curiosité musicale et lui offre un appareil de karaoké. Il apprend également le piano de manière autodidacte et rappe occasionnellement, mais la musique n'est alors pour lui qu'un intérêt secondaire. Étant témoin de Jéhovah, sa grand-mère l'emmène régulièrement au catéchisme, mais il n'adhère jamais à la religion. Dès l'âge de 11 ans, il est envoyé dans un centre pour mineurs. À 18 ans, il purge sa première peine de prison complète.
En 2013, il est condamné à quatre ans de prison pour braquage à main armée et vol de voiture. Selon lui-même, il s'y passionne pour la lecture de livres sur les théories du complot, notamment pour l'ouvrage Behold a Pale Horse de William Cooper. Il se met ensuite à la musique sous le nom d'artiste RXK Nephew afin de trouver une alternative aux activités illégales.

### Carrière musicale
Entre 2019 et 2021, il publie pratiquement une nouvelle chanson chaque jour sur YouTube. En 2021, il dépasse les 400 titres en un an,.
En 2020, il sort le morceau American Tterroristt, qui dure neuf minutes et propose une vision délirante de l'histoire. Il évoque des personnages aussi divers qu'Adam et Ève, Benjamin Franklin, le père Noël, Will Smith et Bob l'éponge. Ce morceau reçoit un certain succès dans les cercles hip-hop sur internet à l'hiver 2020-2021. Pitchfork le considère comme son meilleur morceau de 2021.
En 2021, il publie l'album Slitherman Activated, sorti sur le label Towhead Recordings, après avoir déjà sorti une trentaine d'autres projets sur internet. Il y collabore avec plusieurs producteurs de la scène dance music new-yorkaise. Il sort également les albums Make Drunk Driving Cool Again et Crack Dreams.
Il déménage en Californie en 2023 afin de se rapprocher géographiquement de son manager. Il sort l'album Till I'm Dead, qui est entièrement produit par son collaborateur de longue date Brainstorm et qui est le premier qu'RXK Nephew enregistre complètement sobre. Le projet s'inspire conceptuellement de Ready to Die de The Notorious B.I.G, notamment pour la pochette de l'album. La date de sortie coïncide également avec l'anniversaire de la mort de Biggie.

## Style musical
Pitchfork juge son style de rap comme étant sans filtre, abordant des sujets variés comme le quotidien des quartiers défavorisés, les théories du complot, l'alcool, les chagrins d'amour, ou des critiques envers d'autres rappeurs. RXK Nephew propose une expression spontanée et brute en produisant des morceaux qui paraissent enregistrés dans l'urgence, sans structure préétablie,. Ainsi, Rolling Stone compare ses chansons à la poésie de la Beat Generation.
Il collabore régulièrement avec divers producteurs amateurs qui lui envoient des instrumentaux sur lesquels il rappe en échange d'une compensation financière,, ce qui contribue à élargir son répertoire stylistique. Ainsi, il rappe a cappella sur I Forgot the Beat, rappe sur de la house sur l'album Make Drunk Driving Cool Again, rappe sur du metalcore sur le morceau Slitherman Solo Set et s'inspire de la musique latine pour des titres comme Cinco cinco seis et Dominican Plug. Il emprunte également au pluggnB et à la musique rage ou utilise parfois Auto-Tune.
Il adopte parfois un alter ego nommé Slitherman, qui a une voix rocailleuse et démoniaque. Cette personnalité alternative s'inspire directement du personnage d'Edgar du film Men in Black.
Il s'inspire du horrorcore de Memphis, de 2Pac, du battle rap de la côte Est et de Lil B.

## Réception de son œuvre
Sa musique trouve un écho favorable auprès d'un public jeune familier de la culture numérique et des mèmes, ainsi que parmi certains critiques qui valorisent son originalité et son authenticité. Ses tournées attirent suffisamment de public pour remplir des salles de concert do it yourself.